# Leonidas Zarifis
Leonidas Theodoros „Leon“ Zarifis (griechisch Λεωνίδας Ζαρίφης, * 31. Oktober 1884; † 18. Juni 1963) war ein griechischer Tennisspieler.

## Biografie
Zarifis nahm 1906 am Tenniswettbewerb der Olympischen Zwischenspiele in Athen teil. Im Einzel profitierte er von zwei Freilosen zu Beginn, sodass sein erstes Match erst im Viertelfinale gegen den späteren Olympiasieger Max Décugis erfolgte. Gegen Décugis blieb er chancenlos und unterlag ihm mit 1:6, 0:6. In den anderen Konkurrenzen ging er nicht an den Start. Weitere Ergebnisse von Zarifis sind nicht bekannt.
Sein Cousin Nikolaos Zarifis ging beim selben Turnier in allen drei Konkurrenzen an den Start.